# 瀋陽北駅
瀋陽北駅（しんようきたえき）は中華人民共和国遼寧省瀋陽市瀋河区にある、中国国家鉄路集団の鉄道駅。
本項では、近接する瀋陽地下鉄の瀋陽北站駅（しんようきたえきえき）についても記述する。

## 概要
瀋陽局が管轄する旅客輸送一等駅。元の名前は、瀋陽総駅または遼寧総駅といった。瀋陽北駅から発着する旅客列車は多く、中国東北部最大の駅である。京哈線、瀋大線が乗り入れている。毎日、約210本の旅客列車が発着する。2011年12月30日に瀋陽地下鉄が開通、国鉄と地下鉄の乗り換え駅となった。

### 利用可能な鉄道路線
中国国家鉄路集団
京哈線（秦瀋旅客専用線）
瀋大線
瀋吉線
瀋陽地下鉄
■2号線
■4号線

## 歴史
当初瀋海鉄路(瀋吉線)の終着駅として設置されたため満鉄連京線とは独立した線路上にあったが、現在は線路切り替えの結果旧連京線上に位置している。
- 1911年 - 営業開始。当時は瀋陽旧城小西辺門附近にあった。
- 1927年 - 皇姑屯寄りに移転し、新駅舎建設、及び頭端式ホームを通過形に改めた。
- 1991年 - 現在位置に移転。旧駅舎（中国語版）は保存。
- 2011年12月30日 - 瀋陽地下鉄2号線が開通。
- 2023年9月29日 - 瀋陽地下鉄4号線が開通[1]。

## 駅構造

### 中国鉄路総公司
島式ホーム8面16線の地上駅。
| のりば                 | 路線                                         | 方面                                 |
| ---------------------- | -------------------------------------------- | ------------------------------------ |
| 1～4                   | 哈大旅客専用線                               | ハルビン西・長春西・大連北・大連方面 |
| 5                      | 哈大旅客専用線                               | ハルビン西・長春西・大連北・大連方面 |
| 京哈線・瀋大線・瀋吉線 | 北京・秦皇島・長春・ハルビン・大連・吉林方面 |                                      |
| 京哈線・瀋大線・瀋吉線 | 北京・秦皇島・長春・ハルビン・大連・吉林方面 | 6～8                                 |

| ↑ 文官屯駅 (北) ↑ 瀋陽東駅 (東)                 |
| １ \| ２ \| ３ \| ４ \| ５ \| ６ \| ７ \| ８ \| |
| ↓ 瀋陽駅 (西南) ↓ 皇姑屯駅 (西)                 |

### 瀋陽地下鉄
2号線は島式ホーム1面2線の地下駅で、ホームドア設置駅。
駅名は「瀋陽北站」であり「站」の文字が駅名に含まれている。
のりば
駅東側から、
| ■2号線 | 北陵公園・蒲田路方面 |
| ■2号線 | 青年大街・全運路方面 |

## 駅周辺

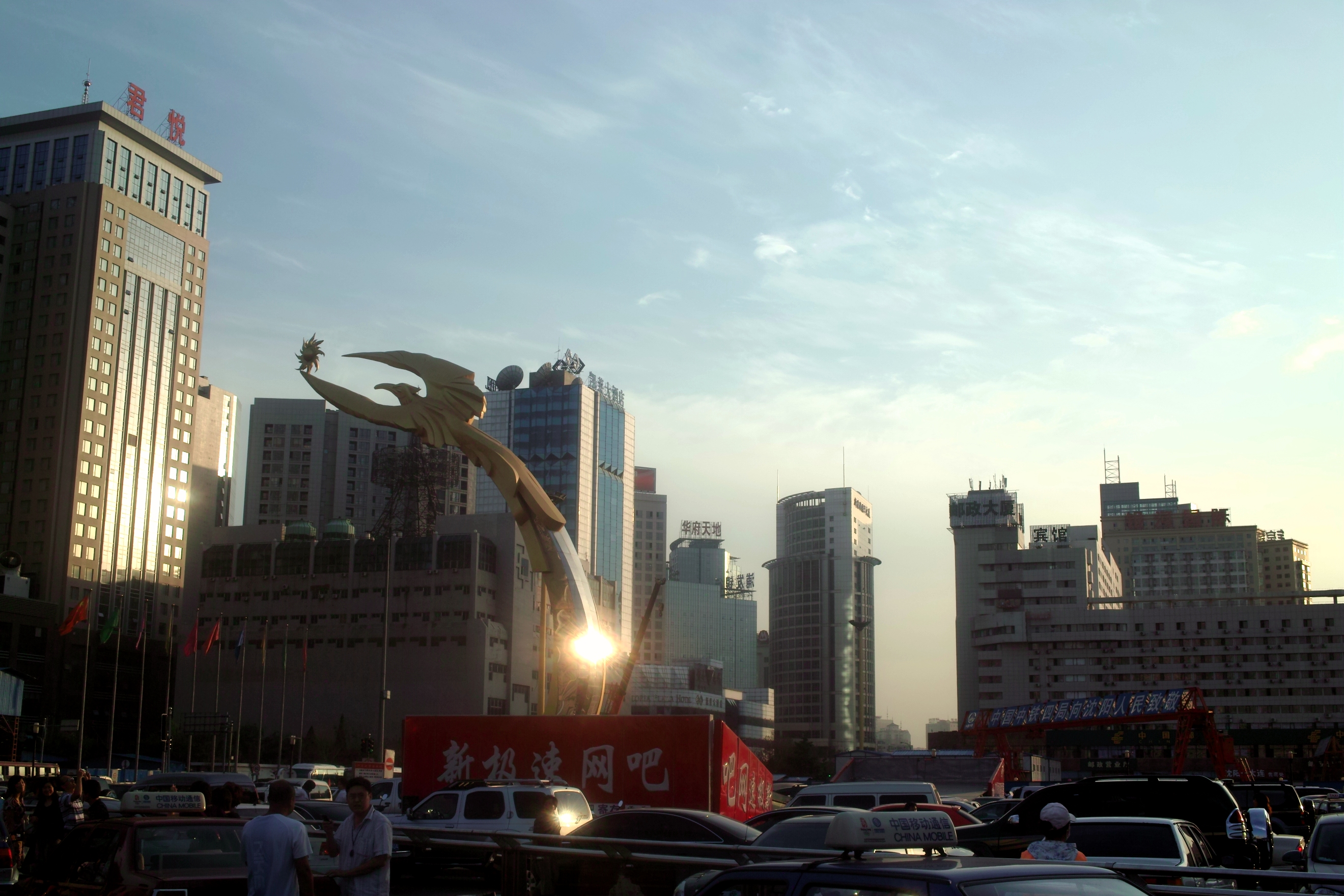
駅前広場

- 瀋陽鉄路大酒店
- 紅時代超市
- 天順超市
- 北駅灯飾城
- 瀋陽瑞心東方酒店
- 郵政大厦
- 瀋陽時代広場酒店
- 瀋陽都市医院
- 瀋陽君悦精品酒店
- 瀋陽凱莱大酒店

## 隣の駅
中国鉄路総公司
京哈線（秦瀋旅客専用線）
皇姑屯駅 - 瀋陽北駅 - 文官屯駅
瀋大線
瀋陽北駅 - 瀋陽駅
瀋吉線
瀋陽北駅 - 瀋陽東駅
瀋陽地下鉄
■2号線
岐山路駅 - 瀋陽北站駅 - 金融中心駅
■4号線
瀋陽大学駅 - 瀋陽北站駅 - 皇寺路駅